# Eleições regionais em Baden-Württemberg de 2001
As eleições regionais em Baden-Württemberg de 2001 foram realizadas a 25 de Março e, serviram para eleger os 128 deputados para o parlamento regional.
Mais uma vez, o partido mais votado foi a União Democrata-Cristã, que apesar de ter subido em votos para os 44,8% dos votos, perdeu 6 deputados, ficando-se pelos 63 deputados.
O Partido Social-Democrata da Alemanha obteve um resultado bastante positivo, subindo em 8,2% dos votos e 6 deputados em relação a 1996, ficando com 33,3% dos votos e 45 deputados.
De destacar a queda de votos do Partido Democrático Liberal e da Aliança 90/Os Verdes, ficando, ambos os partidos, com 10 deputados para cada.
Por fim, os nacionalistas dos Os Republicanos saíram do parlamento, 9 anos depois, ficando-se pelos 4,4% dos votos.
Após as eleições, a coligação governativa entre democratas-cristãos e liberais foi renovada, e, assim, mantendo-se no poder.

## Resultados eleitorais
| Partido                 | Partido                     | Votos     | %     | +/-   | Deputados | +/-   |
| ----------------------- | --------------------------- | --------- | ----- | ----- | --------- | ----- |
|                         | União Democrata-Cristã      | 2 029 806 | 44,80 | 3,53  | 63 / 128  | 6     |
|                         | Partido Social-Democrata    | 1 508 358 | 33,29 | 8,22  | 45 / 128  | 6     |
|                         | Partido Democrático Liberal | 367 580   | 8,11  | 1,47  | 10 / 128  | 4     |
|                         | Aliança 90/Os Verdes        | 350 383   | 7,73  | 4,41  | 10 / 128  | 9     |
|                         | Os Republicanos             | 198 534   | 4,38  | 4,76  | 0 / 128   | 14    |
|                         | Outros                      | 76 102    | 0,97  |       | 0 / 128   |       |
| Votos Inválidos         | Votos Inválidos             | 46 180    | 1,01  | 0,54  |           |       |
| Total                   | Total                       | 4 576 943 | 100   |       | 128 / 128 | 27    |
| Eleitorado/Participação | Eleitorado/Participação     | 7 313 844 | 62,58 | 5,01  |           |       |
| Fonte                   | Fonte                       | [ 1 ]     | [ 1 ] | [ 1 ] | [ 1 ]     | [ 1 ] |